# Amedia
Amedia ein norwegischer Medienkonzern. Seit 2022 ist Amedia der auflagenstärkste norwegische Zeitungsverlag. Bis 2012 hieß das der norwegischen Arbeiterbewegung entsprungene Unternehmen A-pressen. Seit 2016 liegt das Unternehmen im Besitz der Sparebankstiftelsen DNB.

## Geschichte
Der Konzern wurde im Jahr 1948 unter dem Namen Norsk Arbeiderpresse gegründet. Eigentümer waren der Gewerkschaftsdachverband Landsorganisasjonen i Norge (LO), die sozialdemokratische Partei Det norske Arbeiderparti (heute Arbeiderpartiet) und die Arbeiderpressen. 1990 wurde die Gesellschaft Norsk Arbeiderpresse so umstrukturiert, dass für die einzelnen Zeitungen Tochtergesellschaften gebildet wurden. Ab 1995 begann der Konzern, sich unter anderem in den norwegischen Fernsehsender TV 2 und einige russische Druckereien einzukaufen. Bis 2007 besaß Amedia ein Viertel der russischen Zeitung Komsomolskaja Prawda. Nach dem Verkauf der Anteile setzte der Konzern in Russland wieder ausschließlich auf das Druckereigeschäft.
Im Juni 2012 übernahm A-pressen das Medienunternehmen Edda Media von der britischen Mecom Group. Im Rahmen der Übernahme gingen einige Zeitungen, die traditionell der konservativen Partei Høyre oder der liberalen Venstre nahestanden, an die sozialdemokratische geprägte A-pressen über. Zu diesen Zeitungen gehörten unter anderem die Drammens Tidende und das Fredrikstad Blad. Das norwegische Kartellamt Konkurransetilsynet sowie die Medienaufsicht Medietilsynet erlaubten den Aufkauf nur nach einem Verkauf mehrerer Zeitungen, die bis dahin zur A-pressen gehört hatten. Zudem verkaufte sie ihre 50 % der Aktien an TV 2 an die dänische Mediengesellschaft Egmont Foundation. Der Konzern benannte sich im September 2012 in Amedia um.
Im Jahr 2016 übernahm die Stiftung Sparebankstiftelsen DNB die Anteile der früheren Eigentümer Landsorganisasjonen i Norge (LO), Telenor und Fritt Ord. Zuletzt gehörten Telenor 44,2 %, der LO 35,65 % und der Stiftung Fritt Ord 2,97 % des Konzerns. Im Herbst 2018 übernahm Amedia alle Aktien der Nordjø Media AS. Damit gingen neun Lokalzeitungen in Rogaland und Vest-Agder zu Amedia über. Gemeinsam mit dem schwedischen Medienhaus Bonnier kauften sie anschließend den schwedischen Zeitungskonzern Mittmedia, an dem Amedia 20 Prozent der Anteile erhielt. Mittmedia gab zum Zeitpunkt des Aufkaufs 28 Zeitungen heraus. Im Februar 2020 ging Amedia eine Zusammenarbeit mit dem Unternehmen TA ein, das Zeitungen wie die Trønder-Avisa in Trøndelag herausgibt.
Nach dem russischen Überfall auf die Ukraine zog sich das Unternehmen im Frühjahr 2022 aus Russland zurück. Amedia war aufgrund seiner vielen Lokalzeitungen bereits längere Zeit der Medienkonzern mit der höchsten Anzahl an herausgegebenen norwegischen Zeitungen, als es im Jahr 2022 durch den Aufkauf von sechs Lokalzeitungen schließlich der Konzern mit der größten Gesamtauflage wurde. Gemessen am Umsatz liegt Amedia hinter Schibsted, zu dem viele der auflagenstärksten Zeitungen des Landes gehören, zurück.

## Zeitungen
Ende 2022 gehörten zu Amedia 91 Abonnementzeitungen. Größte Zeitung war die Drammens Tidende mit einer Auflage von 27.373 im Jahr 2022. Amedia besitzt außerdem 100 Prozent der Internetzeitungen Nettavisen und NA24. Sechs Druckereien in Norwegen gehören vollständig zu Amedia. Bis April 2022 betrieb der Konzern zudem sechs russische Druckereien.